# Abie
Abie és una població dels Estats Units a l'estat de Nebraska. Segons el cens del 2000 tenia 108 habitants.

## Demografia
Segons el cens del 2000, Abie tenia 108 habitants, 40 habitatges, i 27 famílies. La densitat de població era de 379,1 habitants per km².
Per edats la població es repartia de la següent manera: un 33,3% tenia menys de 18 anys, un 7,4% entre 18 i 24, un 30,6% entre 25 i 44, un 13% de 45 a 60 i un 15,7% 65 anys o més.
L'edat mediana era de 34 anys. Per cada 100 dones de 18 o més anys hi havia 84,6 homes.
La renda mediana per habitatge era de 25.417 $ i la renda mediana per família de 23.750 $. Els homes tenien una renda mediana de 30.000 $ mentre que les dones 20.833 $. La renda per capita de la població era de 12.470 $. Aproximadament el 14,7% de les famílies i el 9,9% de la població estaven per davall del llindar de pobresa.

## Poblacions més properes
El següent diagrama mostra les poblacions més properes.